# پاتریک کالامبای
پاتریک کالامبای (انگلیسی: Patrick Kalambay؛ زادهٔ ۶ ژانویهٔ ۱۹۸۴) بازیکن فوتبال اهل ایتالیا است.
از باشگاه‌هایی که در آن بازی کرده‌است می‌توان به باشگاه فوتبال آ.ث. میلان، باشگاه فوتبال آنکونا، باشگاه فوتبال تریستیانا، باشگاه فوتبال آ. ث. لومتزانه، و باشگاه فوتبال کومو اشاره کرد.